# Alberico da Barbiano

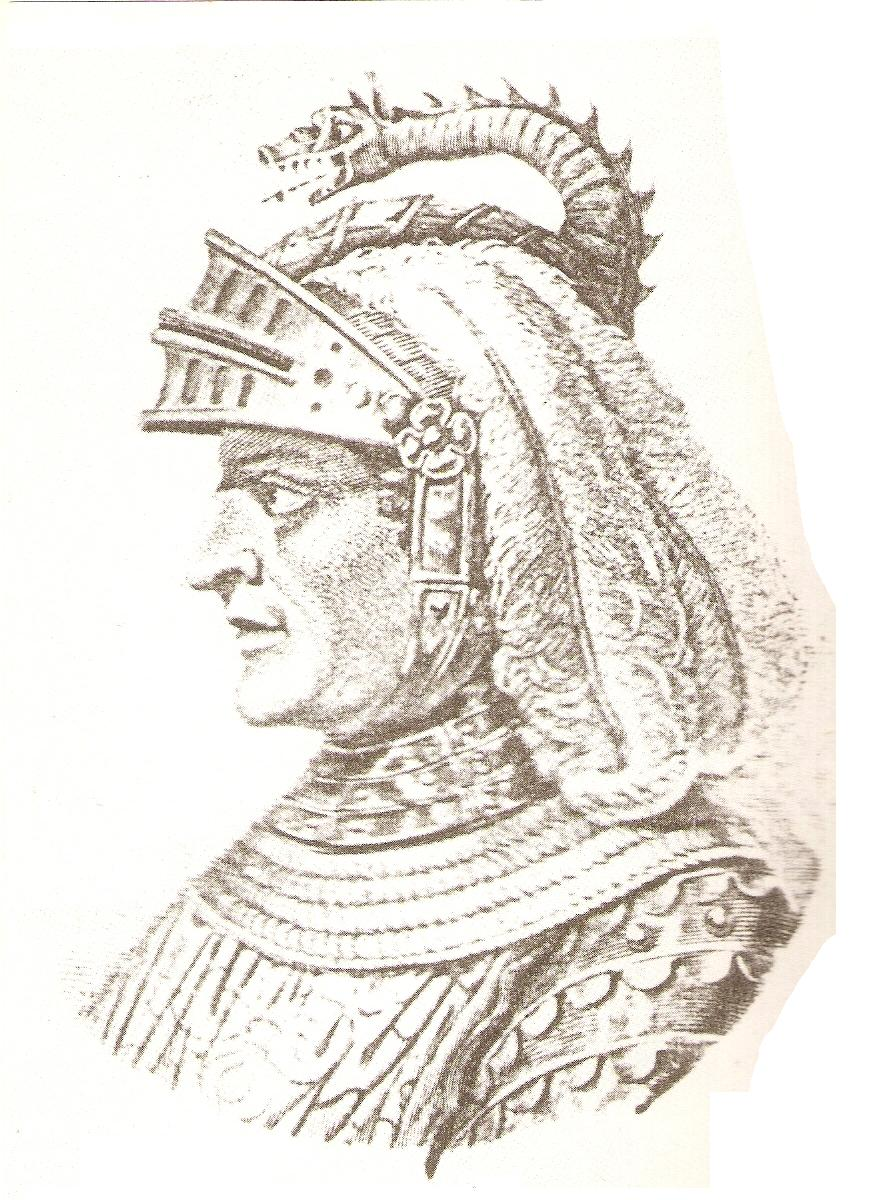
Alberico da Barbiano

Alberico da Barbiano (* 1348 in Barbiano, heute Ortsteil von Cotignola; † 26. April 1409 in Città della Pieve) war ein italienischer Condottiere.

## Leben
Er wurde 1348 als Sohn der Familie da Barbiano, Grafen von Cunio, geboren. Ab 1376 gehörte er der Armee des John Hawkwood (Giovanni Acuto) an, ab 1377 stand er im Dienste von Bernabò Visconti. Zur gleichen Zeit gründete die Söldnergruppierung San Giorgio (Compagnia di San Giorgio), aus der später etliche berühmte Condottieri hervorgingen, u. a. Braccio da Montone und Muzio Attendolo Sforza.
Seine Söhne waren Lodovico da Barbiano († 1423), Manfredo da Barbiano und Lippa da Barbiano, die er mit seiner zweiten Frau Beatrice da Polenta hatte.

## Trivia
Das faschistische Italien benannte 1930 den Leichten Kreuzer Alberico da Barbiano nach ihm.